# King Kong (film, 2005)
Pour les articles homonymes, voir King Kong (homonymie).
Pour plus de détails, voir Fiche technique et Distribution.
King Kong est un film américano-néo-zélandais réalisé, coproduit et coécrit par Peter Jackson, sorti en 2005. Il est une reprise du film de 1933 du même nom réalisé par Merian C. Cooper et Ernest B. Schoedsack. L'intrigue se déroule également durant la même année et raconte l'histoire d'un réalisateur américain, Carl Denham (Jack Black), menant une expédition sur une île perdue afin de tourner un film et dont le lieu se révèle être peuplé de créatures préhistoriques. L'actrice principale Ann Darrow (Naomi Watts) se fait enlever par des indigènes et est offerte à un gorille géant nommé Kong (Andy Serkis en capture de mouvement) qui s'éprend de la jeune femme. Le scénariste du film de Denham, Jack Driscoll (Adrien Brody), va alors tenter de la sauver.
Réaliser King Kong était pour Peter Jackson un rêve depuis son enfance et ses débuts en tant que cinéaste. Ce n'est que lorsque sa trilogie du Le Seigneur des anneaux est devenue un succès mondial que ce rêve a pu se réaliser. Ainsi, à bien des égards, son attachement à « King Kong » est plus profond que son admiration pour J. R. R. Tolkien. Peter Jackson a démarré la pré-production dès la sortie du Retour du roi en 2003. Ainsi, Weta Workshop et Weta Digital de Richard Taylor, ainsi que le comédien Andy Serkis, sont de nouveau engagés pour les décors, costumes et effets spéciaux.
Le film a été tourné en Nouvelle-Zélande de septembre 2004 à mars 2005 et son budget est passé de 150 millions à 207 millions de dollars, ce qui en faisait le film le plus cher jamais réalisé à l'époque (en ne tenant pas compte de l'inflation). Le film est sorti le 13 décembre 2005 en Nouvelle-Zélande et le lendemain aux États-Unis. Il a rapporté 218 millions de dollars aux États-Unis et 338 millions dans le reste du monde, soit un total de 556 millions de dollars, faisant de lui le cinquième plus grand succès cinématographique de 2005 et à l'époque le quatrième plus grand succès d'Universal Pictures. Il a également rapporté 100 millions de dollars lors de sa sortie en DVD en mars 2006.
King Kong a reçu généralement des critiques très positives et a été régulièrement cité comme l'un des meilleurs films de l'année. Sa réalisation, son sens du spectacle, son scénario, ses effets spéciaux, ses performances d'acteurs et la comparaison avec le film original de 1933 ont été salués, bien que certaines critiques lui aient reproché sa durée dépassant les trois heures. Il a remporté trois Oscars et un jeu vidéo adapté du film est sorti au même moment et a également été un succès critique et commercial.

## Synopsis
Dans les années 1930 à New York lors de la Grande Dépression, Ann Darrow, une jeune comédienne de vaudeville se retrouve au chômage après la fermeture de son théâtre. Parallèlement, un réalisateur ambitieux et aux méthodes parfois peu légales, Carl Denham, envisage de tourner un film d'aventure sur une île légendaire située dans l'océan Indien, après être entré en possession d'une carte mentionnant son existence. Mais les producteurs, insatisfaits des premières prises de vue et du coût engendré, décident d'annuler la production. Carl décide alors de fuir en volant les bobines de film et charge son jeune assistant Preston, de préparer le départ le soir-même. Preston lui annonce que l'actrice qui devait tenir le rôle a quitté l'équipe au dernier moment. Carl se dépêche alors de trouver une actrice correspondant à ses attentes. Ayant remarqué Ann qui cherchait du travail, Carl intervient à temps alors qu'un épicier la prend la main dans le sac en train de voler une pomme. Après lui avoir évité des ennuis, Carl offre un repas à la jeune femme et lui explique qu'il est à la recherche d'une actrice pour tourner une idylle romantique et aventurière sur un bateau et, en mentant sur ce point, que le film se tournera à Singapour. Au début, Ann refuse mais quand Carl annonce que le scénario sera écrit par Jack Driscoll, un auteur de pièces de théâtre connu qu'Ann admire, elle accepte le rôle. Le soir, sur le quai où est accosté le navire Venture, un cargo en piteux état, Carl presse son commandant le capitaine Englehorn d'appareiller car il sait que des hommes en uniforme vont bientôt l'arrêter. Ann, inquiète, embarque finalement avec le reste de l'équipe qui comprend le narcissique Bruce Baxter, l'acteur du film. Carl retrouve Jack Driscoll sur le navire pour qu'il lui remette le script mais, celui-ci n'ayant fait qu'une ébauche, il insiste pour que Jack l'accompagne pour le tournage. Ce dernier est pressé de partir mais Carl lui annonce qu'il va le payer (chose qu'il ne fait jamais) et fait exprès de s'embrouiller dans les chiffres en rédigeant le chèque alors que le navire est sur le point de larguer les amarres. Jack tente tout de même de quitter le bateau mais trop tard : le Venture a déjà quitté le port au moment même où les producteurs et la police arrivent sur le quai.
Faute de place, Jack est obligé de dormir dans une des cages d'animaux dans la cale; il y découvre des bouteilles de chloroforme et comprend que l'équipage capture des animaux exotiques pour les revendre. Un jeune matelot, Jimmy, lui porte son repas et en profite pour lui voler son stylo. Intervient alors Hayes, le second du navire qui, après avoir rendu à Jack son stylo, raconte qu'il a trouvé Jimmy adolescent quatre ans auparavant dans une des cages, blessé et à l'état sauvage. Hayes est devenu depuis son mentor. Le lendemain, Carl présente Ann à l'équipe du film : Mike le preneur de son, Herb le caméraman, et Jack Driscoll. Jack et Ann apprennent à se connaitre et se rapprochent. Alors que Jack continue d'écrire le scénario avec Carl dans la cale, celui-ci lui annonce sa véritable destination : l'île du Crâne, un endroit primitif jamais exploré où il compte tourner. Le jeune Jimmy a cependant surpris la conversation. Sur le bateau, le tournage commence avec les acteurs Bruce Baxter et Ann Darrow. À proximité des côtes indonésiennes, le bateau se dirige vers le sud-ouest mais le capitaine Englehorn est inquiet car Carl le mène à un endroit en dehors de toutes zones maritimes connues, mais Carl est prêt à mettre le prix. Un soir, alors que Carl et Preston discutent, ils sont interrompus par Hayes, Jimmy et le cuistot Lumpy qui ont compris que Singapour n'est pas la vrai destination. Carl leur dit alors la vérité. Hayes et Lumpy racontent qu'il y a sept ans, ils ont repêché un naufragé au milieu de l'océan. Cet homme et son bateau s'étaient échoués sur une île cachée dans le brouillard à l'ouest de Sumatra, île avec une immense muraille derrière laquelle vivait une créature mi-homme mi-animal. Le lendemain, l'homme s'était suicidé. Cette histoire n'impressionne cependant pas Carl qui compte bien poursuivre son objectif malgré ces avertissements. Une nuit, le capitaine Englehorn reçoit via un télégramme l'ordre d'accoster car Carl est sous le coup d'un mandat d'arrêt. Il supplie le commandant de lui donner plus de temps mais Englehorn veut que Carl quitte son navire au plus vite. Cependant, le bâtiment commence à traverser un épais nuage de brouillard et le compas devient fou. Arrivé en vue de falaises, le commandant tente de faire demi-tour pour éviter la collision mais le bateau est bientôt cerné par des dizaines de rochers, avant de finalement s'échouer au petit matin sur l'un d'eux en forme de crâne : involontairement, ils ont trouvé la fameuse île.
Tandis que l'équipage tente de déséchouer le navire, Carl, Jack, Ann, Bruce, Herb, Mike, Preston et trois membres de l'équipage accostent sur l'île. Ils découvrent l'immense muraille et un village de pierre qui semble abandonné. Ils trouvent une petite fille indigène, des femmes et des vieillards apeurés quand soudain, Mike est tué d'un coup de lance avant qu'un hurlement animal se fasse entendre de l'autre côté de la muraille. Le petit groupe est ensuite attaqué par les indigènes. Jack est assommé, Baxter, Preston et Ann neutralisés et un des marins est tué par le coup de masse d'un bourreau. Les indigènes sont intrigués par la beauté d'Ann, en particulier une vieille chamane qui la désigne et répète une phrase terminée par le mot « Kong ». Carl est en passe de subir le même sort que le marin lorsque Englehorn et ses hommes débarquent armés pour les sauver. Tous retournent sur le Venture et essayent de repartir le soir au plus vite en dégageant le navire du rocher, mais un indigène s'infiltre sur le bateau et kidnappe Ann. Jack trouve un collier laissé accidentellement par l'indigène et découvre la cabine d'Ann mise sens dessus dessous ainsi que le cadavre d'un marin poignardé. Le bateau réussit à se dégager pour prendre le large tandis qu'Ann est ramenée sur l'île par les indigènes. Jack donne l'alerte et des embarcations sont mises à l'eau pour aller secourir la jeune femme. Ann est traînée puis soumise à des incantations de la vieille chamane devant une foule déchaînée. Elle est ensuite attachée à des poteaux sur un pont levant et placée de l'autre côté de la muraille. Les indigènes illuminent la muraille et dans un vacarme festif, crient le mot « Kong ». Alors que l'équipage débarque au village des indigènes en tirant des coups de feu, un gigantesque gorille arrive et kidnappe Ann. Carl a pu voir la bête à travers la grande porte avant qu'elle ne disparaisse dans la jungle.
Une expédition d'une quinzaine de marins commandée par Hayes, dont Lumpy, Choy l'ami fidèle de Lumpy, Jack, Carl, Bruce, Preston, et Herb partent secourir Ann alors que le jour commence à se lever. Le capitaine Englehorn leur donne 24 heures pour la retrouver car après, ils lèveront l'ancre et partiront. Hayes découvre que Jimmy est présent alors qu'il lui avait interdit de venir mais le jeune homme tient à secourir Ann. Le gorille emmène Ann sur un promontoire dominant la mer et s'arrête pour manger. Celle-ci feint d'être évanouie pour pouvoir s'éclipser mais le gorille la rattrape et la menace en hurlant. Elle exécute quelques numéros de music-hall que le gorille semble apprécier. Il s'amuse à la faire tomber et à la relever plusieurs fois mais Ann en a assez et tient tête au gorille. Furieux, il se déchaîne autour d'elle puis s'en va, laissant la jeune femme seule, qui en profite pour s'enfuir. L'expédition de Jack traverse la jungle tandis que Carl filme tout ce qu'il peut. Mais l'équipe doit fuir devant une troupeau de Brontosaurus (sauropoda fictifs) poursuivis par une meute de Venatosaurus (dromaeosauridae fictifs), dans une gorge étroite : un marin est piétiné, un autre écrasé contre une paroi, un autre tombe d'une falaise poussé par un des Brontosaurus et un quatrième est écrasé dans la débâcle provoquée par les tirs de Bruce dans les pattes d'un Brontosaurus. Herb finit dévoré par les Venatosaurus. Alors qu'ils font une pause, Bruce Baxter décide qu'il faut abandonner Ann et rentrer car Englehorn va bientôt lever l'ancre. Il retourne donc avec quelques hommes au bateau. Après avoir construit des radeaux pour traverser un marécage et perdu trois autres membres d'équipage lors d'une rencontre avec un énorme poisson, un Piranhodon (scène de la version longue), les survivants traversent peu après une fosse sur un grand arbre mort qui les conduit devant la tanière de Kong. Hayes en tête, ordonne soudain le repli immédiat après avoir vidé son chargeur de Thompson à l'aveuglette juste avant que Kong n'apparaisse et l'attrape. Hayes tente de lui tirer dessus avec un pistolet mais le gorille le jette violemment contre la paroi et Hayes tombe dans la fosse sous les hurlements déchirants de Jimmy. L'ensemble de la troupe tente alors d'abattre Kong, mais le gorille fait basculer l'arbre mort, faisant tomber quatre autres matelots dont Choy. Kong finit par faire tomber l'arbre au fond de la fosse avec le reste de l'équipe, mais grâce aux racines qui s'accrochent aux parois, leur chute a été ralentie. Preston réussi à s'accrocher à une liane avant que l'arbre ne tombe ce qui lui sauvera la vie.
Ann tente également de franchir la jungle mais se retrouve à la merci d'un Vastatosaurus rex (tyrannosauridae fictif) qui la prend en chasse. Alors qu'elle réussit à le semer, un autre l'attaque. Kong intervient et affronte le dinosaure, puis deux autres. Kong doit affronter les trois carnivores à la fois tout en tenant Ann. Il réussit à se débarrasser de l'un d'eux en écrasant sa tête avec un rocher, mais ils finissent par tomber dans un ravin, et tous se retrouvent coincés dans les lianes. Kong écrase la tête du deuxième dinosaure contre la paroi tandis que le dernier prédateur tombe avec Ann dans une mare et la pourchasse. Heureusement, Kong arrive, affronte le troisième et le tue en lui brisant les mâchoires. Kong gagne le respect d'Ann qui lui en est reconnaissante et l'emmène sur son dos. Pendant ce temps dans la fosse, les survivants reprennent conscience mais une armée d'invertébrés géants les attaquent : Jack et Jimmy se défendent, Carl, voyant sa caméra détruite, affronte lui aussi les créatures avec rage. Lumpy tente de défendre le corps sans vie de Choy contre des Carnictis (sortes de sangsues géantes), mais est surpassé par le nombre et finit dévoré. Un marin est entrainé dans une crevasse par la pince géante d'un Deplector (sorte de crustacé géant), un autre est tué par des Arachnocidis (sorte d'arachnides géants). Il ne reste bientôt plus que Jack, Carl et Jimmy, encerclés et sans espoir de survie face aux Arachnocidis. Soudain, Englehorn accompagné de quatre hommes mitraillent les arachnides du haut de la fosse, Bruce en tête. Jack, convaincu que Ann est vivante, veut continuer les recherches mais il ira seul car tous les autres retournent au navire. Son film étant à l'eau, Carl propose alors à Englehorn de capturer le gorille grâce à ses bouteilles de chloroforme. Le soir, Kong emmène Ann dans son repaire en haut d'une montagne qui regorge des squelettes d'autres gorilles géants. Elle comprend alors que Kong est le dernier survivant de sa famille. Ils contemplent le paysage, Ann trouvant l'endroit merveilleux en faisant un geste de la main.
La nuit tombée, Jack arrive jusqu'au repaire et retrouve Ann endormie avec le gorille. Ann se réveille et tente de fuir avec Jack mais Kong se réveille aussi et découvre l'intrus. Alors que Kong cherche à écraser Jack, une horde de chauve-souris géantes attaquent le gorille qui doit lâcher Ann pour combattre. Jack en profite pour l'emmener sur son dos en descendant de la falaise grâce à une liane mais Kong, après avoir fait fuir ses assaillants ailés, les remonte. Jack parvient in extremis à s'agripper à une des chauve-souris qui plane jusqu'à la vallée avant de les laisser tomber dans un fleuve. Kong, hurlant de rage, se lance alors à leur poursuite. Jack et Ann arrivent au petit-matin devant la muraille et Ann découvre ce qui se trame derrière : l'ensemble de l'équipage restant s'apprête à capturer Kong à l'aide de grappins et de cordages et elle et Jack ont servi involontairement d'appât. Alors que le gorille brise la porte et pénètre dans le village, les marins arrivent à le maitriser tandis que Englehorn lance des bouteilles de chloroforme afin de l'endormir sous les hurlements déchirants d'Ann qui leur supplie d'arrêter. Jack, qui ne se préoccupe que du sort de Ann, tente de l'éloigner de Kong mais ce dernier se libère et s'en prend violemment aux marins dans une rage incontrôlable. Englehorn voyant que la situation devient incontrôlable, ordonne la retraite et les rescapés se dirigent vers les barques tandis que Kong se lance à leur poursuite. La vingtaine de personnes qui a atteint le point de retraite prend alors place à bord des deux embarcations. Dans sa frénésie, Kong tue encore trois hommes qui lui tiraient dessus avant de sauter à la mer pour rattraper le reste de l'équipage, essayant tant bien que mal de manœuvrer ses barques. Jimmy, qui se situe dans la barque la plus proche et comportant Jack, Carl et quatre autres marins, tire alors sur Kong essayant de venger la mort de Hayes mais cela provoque la fureur du gorille géant qui agrippe ensuite l'embarcation et la lance contre une paroi rocheuse. Jack s'en sort et sauve Jimmy, inconscient, de la noyade tandis que Carl parvient à sortir de l'eau avec une bouteille de chloroforme. En dernier recours, Englehorn tire alors au harpon dans le genou du gorille tandis que Ann, retenue par Bruce, les supplie d'arrêter. Tandis qu'Englehorn recharge son fusil-harpon afin de tirer une deuxième fois sur Kong, Carl parvient, du haut de son promontoire, à lancer sa bouteille de chloroforme sur la tête du gorille qui ne peut plus lutter contre la somnolence. C'est dans un dernier acte de désespoir, meurtri et au bord du sommeil, que le gorille, la mine triste, tend son bras vers Ann avant de s'endormir pour de bon. La scène s'achève sur un monologue de Carl qui, insouciant des dégâts humains et matériels causés par sa cupidité, annonce que le monde entier paiera pour voir Kong qu'il surnomme déjà « la huitième merveille du monde ».
De retour à Broadway plusieurs mois plus tard, Carl présente lors d'un spectacle grandiose Kong, enchainé et calme, au gratin new-yorkais. La mise en scène montre des acteurs déguisés en indigènes, avec une actrice jouant le rôle d'Ann et Bruce Baxter présenté comme le sauveur de la belle. Ann qui a compris que Carl ne s'intéressait qu'à son propre profit, a refusé de jouer son propre rôle et travaille désormais dans un autre théâtre. Kong, voyant que la comédienne n'est pas Ann, commence à grogner et tente de se libérer devant un public de plus en plus séduit. Jack arrive dans la salle au moment où Kong réussit à se libérer, devant un public maintenant effrayé qui fuit la salle. Kong se retrouve dans la rue semant le chaos à la recherche d'Ann. Plusieurs rues plus loin, cette dernière entend des sirènes et apercevant des véhicules militaires, tente également de retrouver le gorille. Jack essaye d'attirer l'attention sur lui avec à bord d'une voiture pour éloigner l'animal de la foule, Kong furieux se lance à sa poursuite à travers les rues de New York. Après l'avoir rattrapé, Ann apparait devant lui et parvient à calmer l'animal, tous deux heureux de se retrouver. Il l'emmène à Central Park sur un lac gelé où Kong s'amuse à patiner, jusqu'à ce que les militaires arrivent et ouvrent le feu sur le gorille qui fuit, Ann en main. Il grimpe en haut des immeubles pour se mettre à l'abri, puis finit par escalader le point le plus haut de New York, l'Empire State Building.
Arrivés en haut, ils contemplent le paysage et Kong reproduit le geste qu'Ann a fait sur l'ile, montrant l'humanité de l'animal. Mais une escadrille de six avions de combat arrive et vole autour du building. Kong comprend la menace et grimpe tout en haut de la tour pour se défendre, laissant Ann derrière pour qu'elle soit épargnée. L'escadrille ouvre le feu sur Kong qui tente de les attraper, mais les avions sont trop rapides pour lui. Il réussit finalement à détruire d'un coup de poing l'aile d'un avion qui s'approchait trop près et qui tombe dans le vide. Ann tente de rejoindre Kong au sommet avec une échelle tandis que Jack prend l'ascenseur de l'Empire State Building pour arriver jusqu'à elle. Le combat continue toujours entre les avions et Kong mais Ann se retrouve en danger quand les balles touchent l'échelle qui se décroche. Kong réussit à l’attraper à temps et à la mettre à l'abri quand on lui tire à nouveau dessus. Il réussit à attraper l'aile d'un avion et l'envoie heurter un autre avion, les deux appareils tombent à leur tour. Mais Kong est sérieusement blessé, Ann arrive en haut et supplie les avions d’arrêter. Mais c'est trop tard, Kong est mourant : il regarde Ann une dernière fois avant de succomber sous une dernière rafale et de tomber du haut de la tour sous les pleurs d'Ann. Jack arrive alors et ils se tombent dans les bras l'un de l'autre. Au sol, les militaires et les policiers forment un cercle autour du cadavre du gorille pour éloigner les photographes et les curieux. Carl arrive aussi, et quand un photographe dit que les avions l'ont eu, celui-ci répond « Les avions n'y sont pour rien, c'est la belle qui a tué la bête ». Carl disparaît alors dans la foule.

## Fiche technique
- Titre original et français : King Kong
- Réalisation : Peter Jackson
- Scénario : Peter Jackson, Fran Walsh et Philippa Boyens, d'après le film de Merian C. Cooper et Ernest B. Schoedsack
- Musique : James Newton Howard (additionnelle : Mel Wesson et Blake Neely)
- Direction artistique : Grant Major
- Costumes : Terry Ryan
- Maquillage d'effets spéciaux, design des créatures et maquettes : Richard Taylor
- Effets visuels : Joe Letteri
- Animation : Christian Rivers et Eric Leighton
- Sociétés d'effets spéciaux : Weta Workshop et Weta Digital
- Photographie : Andrew Lesnie
- Son : Ethan Van der Ryn
- Montage : Jamie Selkirk
- Production : Peter Jackson, Fran Walsh, Jan Blenkin et Carolynne Cunningham
- Coproduction : Philippa Boyens
- Société de production : WingNut Films
- Société de distribution : Universal Pictures (États-Unis), United International Pictures (France)
- Budget : 207 000 000 $
- Pays de production :  États-Unis et  Nouvelle-Zélande
- Langue originale : anglais
- Format : couleurs (Technicolor) - 2,35:1 - Son SDDS, Dolby Digital EX et DTS - 35 mm (Kodak)
- Genre : fantastique, aventure
- Durées : 187 minutes, 200 minutes (version longue)
- Dates de sortie :
  - États-Unis : 5 décembre 2005, première à New York et le 14 décembre 2005 sur le reste du territoire
  - Nouvelle-Zélande : 13 décembre 2005
  - France : 10 décembre 2005, première à Paris et le 14 décembre 2005 sur le reste du territoire
  - Belgique, Canada et Suisse : 14 décembre 2005

## Distribution
- Naomi Watts (VF : Hélène Bizot ; VQ : Anne Dorval) : Ann Darrow
- Jack Black (VF : Philippe Bozo ; VQ : François L'Écuyer) : Carl Denham
- Adrien Brody (VF : Adrien Antoine ; VQ : Daniel Picard) : Jack Driscoll
- Thomas Kretschmann (VF : Julien Kramer ; VQ : Jean-François Beaupré): le capitaine Englehorn
- Colin Hanks (VF : Emmanuel Garijo ; VQ : Benoit Éthier) : Preston
- Andy Serkis (VF : Patrick Béthune ; VQ : Sébastien Dhavernas) : Lumpy / King Kong (capture de mouvement)
- Evan Parke (VF : Lucien Jean-Baptiste ; VQ : Paul Sarrasin) : monsieur Hayes
- Jamie Bell (VF : Alexis Tomassian ; VQ : Hugolin Chevrette) : Jimmy
- Lobo Chan : Choy
- John Sumner (VF : Bernard-Pierre Donnadieu ; VQ : Marc Bellier) : Herb
- Craig Hall : Mike
- Kyle Chandler (VF : Damien Boisseau ; VQ : Daniel Roy) : Bruce Baxter
- William Johnson (VF : Philippe Dumat ; VQ : Hubert Fielden) : Manny
- Mark Hadlow : Harry, comédien et ami de Ann
- Geraldine Brophy : Maude, comédienne et amie de Ann
- David Denis : Taps, comédien et ami de Ann
- David Pittu (VF : Guy Chapellier) : Monsieur Weston, chargé du recrutement des comédiens pour la représentation des pièces de Jack Driscoll
- Pip Mushin : Zelman, le deuxième producteur
- Jim Knobeloch : le producteur insatisfait du travail de Carl Denham
- Ric Herbert : le producteur essayant d'empêcher Carl d'embarquer sur le Venture
- Lee Donahue : assistant des producteurs de Carl Denham
- Tom Hobbs : jeune assistant
- Tiriel Mora : le vendeur de fruits
- Eddie Campbell : Venture crew
- Vicky Haughton : la vieille Shamane
- Jacinta Wawatai : la petite fille indigène
- Terence Griffith : un indigène qui kidnappe Ann
- Howard Shore : le chef d'orchestre
- Peter Jackson : un des pilotes d'avions à la fin du film

## Production

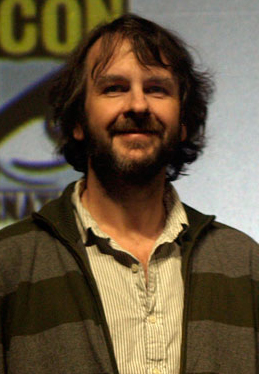
Peter Jackson en 2006.

### Genèse et développement
Le film est une reprise explicite et fidèle du King Kong sorti en 1933, de Merian C. Cooper et Ernest B. Schoedsack. Sur la base de la même trame scénaristique, sa durée est presque double : 3 heures, contre 1 h 40.
Peter Jackson, auréolé du succès de la trilogie du Seigneur des anneaux, a signé cette fois un très important contrat pour un budget de plus de 200 millions de dollars américains, avec un salaire de 20 millions pour lui et ses coscénaristes Frances Walsh et Philippa Boyens, auxquels s'ajoutent 20 % d'intéressement sur les bénéfices, faisant de lui un des metteurs en scène les mieux payés d'Hollywood.
Le film est doté du plus gros budget de tous les temps (207 millions de dollars) en valeur absolue à sa sortie. Plus de 32 millions de dépassement de budget et 28 millions de dollars pour les effets spéciaux supplémentaires de la version longue. Les records précédents étaient détenus par Titanic, sorti en 1997 avec 200 millions et Spider-Man 2, sorti en 2004 avec également 200 millions de dollars. Après correction de l'inflation, il n'atteint néanmoins pas le record de Cléopâtre en 1963 — environ 280 millions de dollars 2005 — ni même les 250 millions de Spider Man 3 ou les 260 millions de Superman Returns.

### Tournage

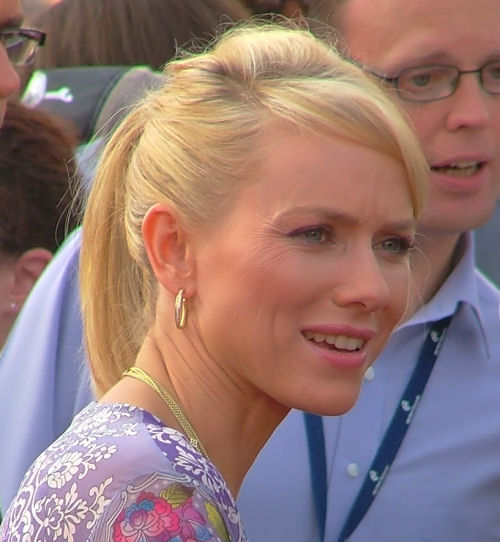
L'actrice Naomi Watts à la première du film en Nouvelle-Zélande, en 2005.

Le tournage a débuté juste un mois après le décès de l'actrice Fay Wray qui avait joué dans le premier King Kong et qui, après avoir rencontré Peter Jackson, avait accepté de faire une apparition dans le nouveau King Kong pour prononcer la réplique finale. Dans le film, Carl Denham demande à son assistant de lui trouver l'actrice principale du film. Pensant à engager Fay Wray, il apprend que cette dernière est déjà engagée sur un film. Denham prononce alors le nom de Cooper. Il s'agit du réalisateur du premier King Kong (1933). Si bien que, pendant que Denham tourne son film et vit ses aventures, Cooper tourne son King Kong.
Peter Jackson lança ses journaux de production (Production Diaries) en postant sur la toile des vidéos dévoilant dans la bonne humeur les coulisses du film King Kong, de son premier jour de tournage jusqu'à sa sortie en salles. Les vidéos furent regroupées dans un DVD spécial puis également dans les coffrets.

### Bande originale
Le compositeur Howard Shore avait écrit et enregistré une bonne partie de la bande originale du film, mais peu avant la sortie, à la suite de divergences artistiques avec le cinéaste, d'un commun accord ils décidèrent qu'il était préférable que James Newton Howard prenne le relais. Ce dernier eut moins de deux mois pour écrire et enregistrer une partition totalement nouvelle. Néanmoins, Howard Shore est tout de même présent dans le film ; à la fin où il joue le rôle du chef d'orchestre (reprenant le thème du King Kong de 1933 par Max Steiner). Lors de la seule première journée, plus de 100 millions d'internautes ont téléchargé la première bande originale[réf. nécessaire].
Au début du film est insérée intégralement la chanson de Al Jolson : I'm sitting on the top of the world.

## Analyse et commentaires

### Découpage scénaristique
- Le film est structuré en trois parties :

1. La première partie à New York puis sur le bateau qui nous présente les personnages et l'intrigue
2. La seconde partie sur l'ile du Crâne avec le tournage du film, l'exploration des lieux et la recherche d'Ann capturée par Kong
3. La dernière partie à New York (bouclant ainsi la boucle avec le tout début de la première partie) en hiver où King Kong est ramené à la civilisation, retrouve Ann avant de se faire abattre par l'armée

- Le roman de Conrad Au cœur des ténèbres (1899) est cité à diverses reprises dans le film, en écho à la déshumanisation et à la progression vers l'ile perdue[1].

### Effets spéciaux
C'est la compagnie de Peter Jackson Weta Workshop Weta Digital qui fut à l'origine des effets spéciaux du film. Peter Jackson voulait profiter d'avoir sous la main l'équipe qui avait fourni un travail considérable sur la trilogie du Seigneur des Anneaux pour enchaîner directement sur King Kong, avec les mêmes personnes (artistes, concepteurs, animateurs…)

#### King Kong
- King Kong fut numérisé à partir d'une interprétation d'Andy Serkis, qui fut alors muni de prothèses pour simuler la démarche d'un vrai primate. L'acteur s'est considérablement investi pour le rôle, allant même jusqu'au Rwanda - à l'insu de l'équipe du film - pour être au contact de vrais gorilles des montagnes. En 2010, Andy Serkis joue le rôle du chimpanzé numérique César dans La Planète des singes : Les Origines. Le même procédé technique déjà utilisé pour donner vie à Gollum dans Le Seigneur des anneaux et Le Hobbit que l'acteur interprète également.

#### L'île du Crâne -Skull Island
- Les artistes de Weta donnèrent vie à l'Ile du Crâne en concevant toute une faune et flore imaginaire composées de dinosaures, d'insectes voraces, d'indigènes et de plantes vénéneuses. Ne pouvant évidemment pas développer plus en détail l'île dans son film, Peter Jackson décida de garder les centaines d'illustrations et d'annotations pour en faire un livre, qui devint Le monde de Kong : l'Île du Crâne, une histoire naturelle (The World of Kong: A Natural History of Skull Island, Pocket Books Hardcover, 224 pages). Dans ce faux récit d'expédition des années 1930, le lecteur peut découvrir l'histoire des animaux de l'île ainsi que celle de ses anciens habitants humains. Quatre années plus tard, Weta sera amené à produire le même genre de travail pour approfondir l'histoire du film Avatar de James Cameron et de la planète Pandora.
- Skull Island, une histoire naturelle, présent dans les bonus du DVD du film, est un faux documentaire construit sur le même modèle que le livre The World of Kong….

### Les décors
- 1 300 techniciens et 1 700 figurants ont participé à ce film pendant 131 jours de tournage.
- Le film a été tourné sur les pourtours de la baie de Wellington, sur lesquels ont été dressés des plateaux gigantesques, permettant d'accueillir les décors démesurés de l'île du Crâne, et de la reconstitution de New York en 1933 (effectuée d'après des documents d'archives). Un système de décor de rues amovibles a été créé. Cependant les façades ne s'élevaient que sur un étage, les étages supérieurs étant créés par effets spéciaux.